# Vidas robadas
 (срп. Украдени животи) мексичка је теленовела, продукцијске куће ТВ Астека, снимана 2010.

## Синопсис
Марија Хулија Фернандез Видал је успешна, поштована жена која има све — добру породицу, новац, моћ и утицај. Двадесет година раније, њен син Педро започео је љубавну везу са служавком Паулом, која је са њим остала трудна. Иако је младић по сваку цену желео да се ожени својом вољеном, његова мајка није хтела ни да чује за то. У жучној дискусији он је пао са врха степеништа на стаклени сто и погинуо.
Марија и њен пасторак Хосе Енрике убедили су Педровог оца Антонија да је све био несрећан случај. Паула је одведена на удаљено имање где се породила, али пошто је била без свести, не зна да је родила близнакиње. Марија Хулија наређује бабици да се реши једног новорођенчета, али она га даје на усвајање. Другу девојчицу Марија и Антонио задржавају као своју кћерку, а Паула је приморана да јој целог живота глуми дадиљу. Лус, девојчица коју је бабица однела, расла је окружена љубављу и пажњом у сиромашној породици, док се њена сестра Камила претворила у хировиту модну дизајнерку, која је навикла да има све што пожели.
Судбина ће се побринути да споји две сестре раздвојене по рођењу на најнеочекиванији начин — бориће се за љубав истог мушкарца, симпатичног мушкарца Мартина Сандовала. Када на адресу Марије Хулије од анонимног пошиљаоца стигне видео-клип, који, заправо, представља уцену, схватиће да је њен савршени живот уздрман и учиниће све да спречи откривање тајне старе две деценије.

## Улоге
| Глумац:             | Улога:                                            |
| ------------------- | ------------------------------------------------- |
| Карла Ернандез      | Луз Ерера Камила Фернандез Видал                  |
| Андрес Паласиос     | Мартин Сандовал                                   |
| Кристијан Бах       | Марија Хулија Фернандез Видал Марија Емилија Руиз |
| Алма Делфина        | Аурора Сандовал                                   |
| Берни Паз           | Хоан Мануел                                       |
| Иран Кастиљо        | Карла Томсон                                      |
| Педро Сикард        | Хосе Енрике Фернандез Видал                       |
| Хосе Алонсо         | Антонио Фернандез Видал                           |
| Луис Фелипе Товар   | Анхел Кордеро                                     |
| Марта Кристијана    | Исабел Фернандез Видал                            |
| Едуардо Аројуело    | Марсело                                           |
| Куно Бекер          | Давид Гарибај                                     |
| Данијел Елбитар     | Хавијер Вилафање                                  |
| Серхио Бониља       | Хуан                                              |
| Лупита Сандовал     | Сатурнина                                         |
| Луис Ернесто Франко | Франциско                                         |
| Амара Виљафуенте    | Паула                                             |
| Марија де ла Фуенте | Лорена                                            |
| Виктор Сивијера     | Филиберто                                         |
| Палома Кезада       | Роса Марија                                       |
| Луис Алберто Лопез  | Пабло                                             |
| Кармен Делгадо      | Делија                                            |